# ماتئو پریامو
ماتئو پریامو (ایتالیایی: Matteo Priamo؛ زادهٔ ۲۰ مارس ۱۹۸۲) دوچرخه‌سوار اهل ایتالیا است. وی در مسابقات جیرو دیتالیا شرکت کرده است.